# Miguel López de Grez
El venerable Miguel López de Grez (Lumbier, 23 de abril de 1546 - Ròtova, 29 de diciembre de 1612) fue el primer vicario secular de la parroquia de Ròtova. Es venerado como venerable por la Iglesia católica.
Nació en el caserío de Grez (Lumbier, distrito de Aoiz) el 23 de abril de 1546 y se formó en Lumbier, Sangüesa y Pamplona, y después estudió filosofía y teología en la Universidad de Valencia.
El patriarca Juan de Ribera lo nombró párroco de Palma de Gandía en 1582.
En 1585 la capilla local de Ròtova se establece en parroquia independiente de Palma bajo la jurisdicción del Monasterio de Sant Jeroni de Cotalba. Ese año el Venerable tomó posesión de la vicaría de Rótova, con los anejos de Alfauir, Almiserà y Castellonet de la Conquista, donde estuvo 27 años como vicario.
Se le atribuyen varios milagros como la curación de enfermos, levitaciones y apariciones de Cristo y de varios santos.
Falleció el 29 de diciembre de 1612. Las memorias de Fray Antonio del Castillo, amigo y prior de San Jerónimo de Cotalba relatan un multitudinario entierro en la iglesia de Ròtova, en olor de santidad, que tuvo lugar el día siguiente a su fallecimiento. Los restos del venerable Miguel López de Grez se depositaron en el presbiterio de la iglesia de Ròtova en 1620.
El pueblo de Ròtova le puso su nombre a una calle, popularmente conocida como calle de la Parra.
El proceso de beatificación se desarrolló en el obispado de Pamplona hacia el 1616 pero no se finalizó  debido a la intermediación de la Santa Inquisición valenciana prohibiendo que continuara el proceso de beatificación.

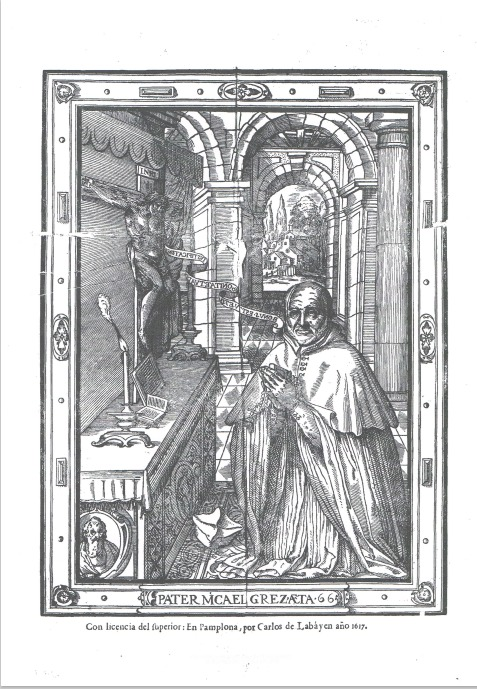
Grabado xilográfico (1617) de Miguel López de Grez a los 66 años de edad